# Quartier des Nouveaux Boulevards
Le quartier des Nouveaux Boulevards est un quartier de la ville de Perpignan.

## Description
Le quartier se situe près du jardin d'enfants, non loin du centre et comporte des immeubles aux caractéristiques qui les rapproche de l'Art déco, souvent de deux à trois étages.

## Immeubles remarquables
Certains immeubles de ce quartier sont remarquables, comme ceux à l'adresse :
- 2 rue Charles Ducup-de-Saint-Paul
- 4 rue Charles Ducup-de-Saint-Paul
- 1 rue du Baby
- 59 cours Marie-Louis de Lassus
- 2 rue du Jardin d'enfants
- 4 rue du Jardin d'enfants
- 6 rue du Jardin d'enfants